# 닐 마셜

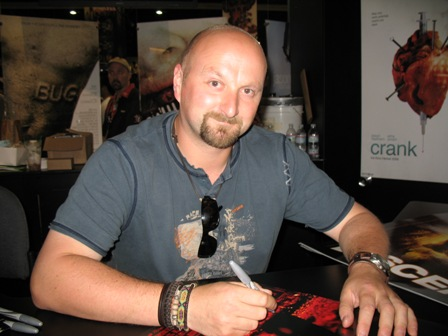
닐 마셜

닐 마셜(Neil Marshall, 1970년 5월 25일 ~ )은 잉글랜드의 영화 감독이다. 《독 솔저》를 시작으로 《디센트》(2005), 《둠스데이: 지구 최후의 날》(2008) 등 호러 영화를 만들었다. 헬보이영화 시리즈의 새 리부트인 동명 영화 《헬보이》(2019)의 감독이기도 하다.